# Ateliotum convicta
Ateliotum convicta är en fjärilsart som beskrevs av Edward Meyrick 1932. Ateliotum convicta ingår i släktet Ateliotum och familjen äkta malar.
Artens utbredningsområde är Etiopien. Inga underarter finns listade i Catalogue of Life.